# Fast Times at Buddy Cianci Jr. High
Fast Times at Buddy Cianci Jr. High («Быстрые перемены в школе Дружище Чьянчи-младшего») — вторая серия четвёртого сезона мультсериала «Гриффины». Премьерный показ состоялся 8 мая 2005 года на канале FOX.

## Сюжет
Любимая учительница Криса, мисс Клифтон, выигрывает в лотерею и увольняется, и Лоис предлагает Брайану устроиться замещающим учителем в школу.
Брайану по душе новая работа, но ему скоро дают самый сложный класс, сплошь из «трудных подростков». Поняв, что предыдущие педагогические методы с этими ребятами не дают эффекта, пёс пытается «говорить с ними на их языке», но лишь добивается подозрений в расизме. Случайно Брайан учит их тому, что им нужно стремиться к низкоквалифицированной работе.
Тем временем Крис очарован своей новой учительницей — обольстительной миссис Локхарт, что не вызывает удовольствия у Лоис. Поняв, что Крис влюбился в неё, миссис Локхарт обещает ему свою любовь, если тот убьёт её мужа — Рональда. Об этом прознаёт Лоис и в ярости мчится в дом учительницы, где застаёт изуродованное тело её мужа. Будучи уверенной, что это сделал её сын, Лоис и Стьюи решают скрыть преступление, скинув труп в озеро. Однако, чуть позднее, из новостей, Гриффины узнаю́т, что на самом деле убийство совершили миссис Локхарт и какой-то медведь.
Мужеубийца и медведь живут в мотеле. Женщина одевается к ужину, а медведь лежит на кровати и смотрит телевизор. Он говорит, что не в настроении никуда идти, и успокаивает обиженную миссис Локхарт, почёсывая ей спину и напевая «Love you…»

## Создание
Автор сценария: Кен Гойн, режиссёр: Пит Майклс, приглашённые знаменитости: Дрю Бэрримор (в роли миссис Локхарт), Джонатан Липницки, Карлос Менсия и Стивен Зирнкилтон
- Премьеру эпизода посмотрели 9 710 000 зрителей[1].